# Honda CBR 600

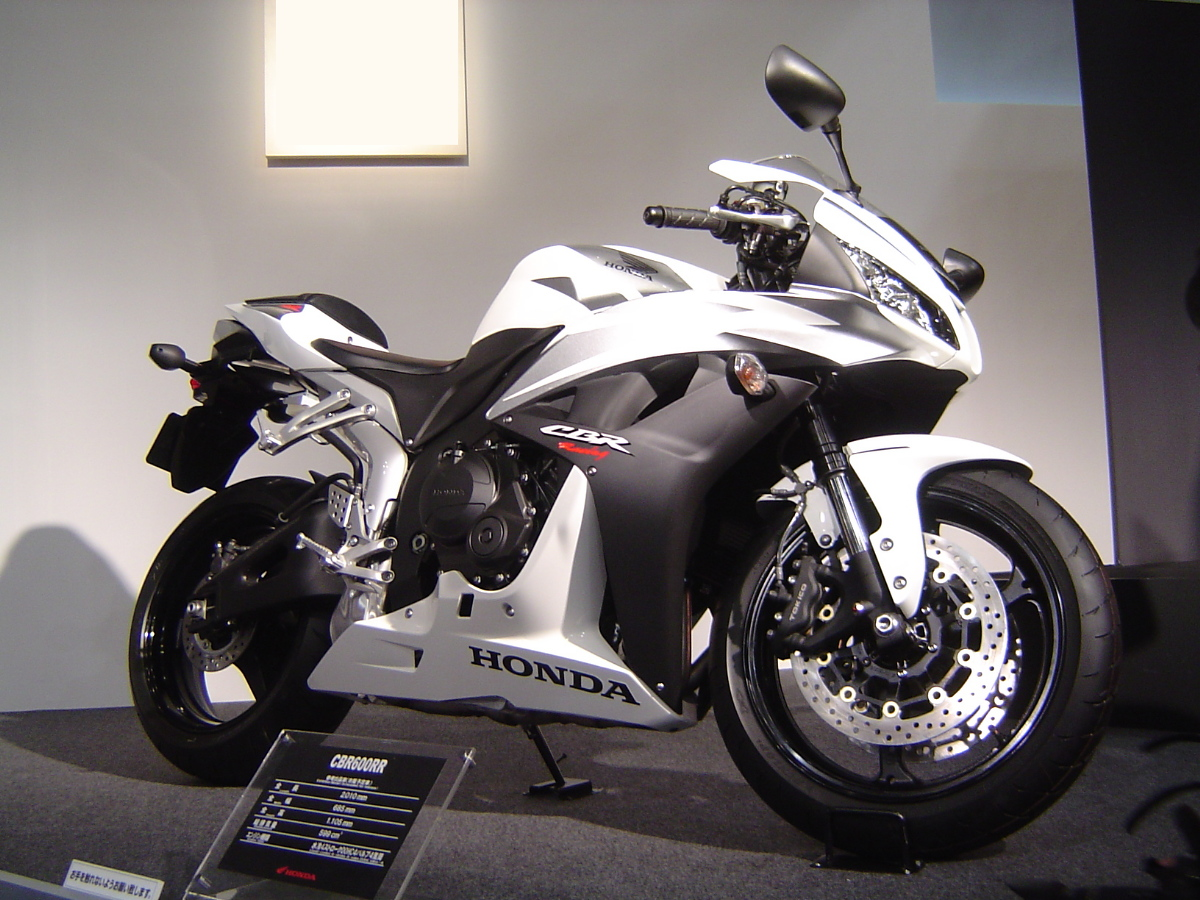
Honda CBR600RR 2007

De Honda CBR 600 is een model uit het segment van de sportieve wegmotoren van Honda en geldt dus als de kleine broer van de CBR 900. De eerste versie, de CBR600F, kwam in 1987 uit en haalde toen reeds een topsnelheid van boven de 200 km/u. Naast de "F" versie werd vanaf 2003 ook een "RR" reeks gebouwd die meer circuitgericht is door onder andere opgedreven prestaties.
De cilinderinhoud van de CBR 600 bedraagt 600 cc. Hij is voorzien van een vloeistofgekoelde viercilindermotor die in de beginjaren 85 pk leverde. De huidige CBR600RR doet daar nog 30 pk bij en heeft een koppel van 66Nm. Het is een kettingaangedreven viertaktmotor met zes versnellingen.
De CBR600 heeft de naam betrouwbaar te zijn en een goed all-round karakter te hebben. Hoewel hij stuureigenschappen van een circuitmotor bezit (met name de CBR600RR), is hij comfortabel genoeg om ook langere afstanden op de weg af te leggen.